# Mount Minto
Mount Minto – najwyższy szczyt Gór Admiralicji na Ziemi Wiktorii w Antarktydzie Wschodniej.

## Nazwa
Nazwa upamiętnia 2. hrabiego Minto Gilberta Elliota-Murraya-Kynynmounda (1782–1859) pierwszego lorda Admiralicji brytyjskiej .

## Geografia
Najwyższy szczyt Gór Admiralicji na Ziemi Wiktorii w Antarktydzie Wschodniej wznoszący się na wysokość 4165 m n.p.m. . Jego wybitność wynosi 2616 m . W większości pozbawiony pokrywy lodowej . Położony jest ok. 2,5 km na wschód od Mount Adam w centralnej części Gór Admiralicji , po południowo-zachodniej stronie Zatoki Robertsona . Jest najbardziej wysunięty na północny wschód szczyt Gór Admiralicji .

## Historia
Mount Minto został odkryty w styczniu 1841 przez Jamesa Clarka Rossa (1800–1862) . Pierwszego wejścia na szczyt dokonali wspinacze australijscy w 1988 roku.